# Georges Octors
Georges Octors (Gamboni (Belgisch-Congo), 2 april 1923 - Brussel, 18 juni 2020) was een Belgisch violist en orkestleider en dirigent. Hij was de zoon van een Belgische vader en een Congolese moeder.
In 1941 was hij laureaat van de Prix Henri Vieuxtemps, een vioolwedstrijd. In 1956 richtte hij in Antwerpen het Bach Ensemble op. Kort daarna werd hij door André Cluytens gevraagd om assistent-dirigent te worden van het Nationaal Orkest van België. In 1975 werd hij chef-dirigent van dat orkest, en in die hoedanigheid zou hij van 1976 tot 1989 ook de finales van de Koningin Elisabethwedstrijd dirigeren. Met het Orchestre Royal de Chambre de Wallonie realiseerde hij verschillende opnames. Ook in Nederland leidde hij diverse orkesten, zoals Het Gelders Orkest.
- Bibliothèque nationale de France: cb165859188 (data)
- Gemeinsame Normdatei: 137567049
- International Standard Name Identifier: 0000 0003 6722 065X
- Library of Congress Control Number: n81150304
- MusicBrainz: e9fa4aca-d10b-4673-957c-8c14826a4421
- Système universitaire de documentation: 172545692
- Virtual International Authority File: 81741606
- WorldCat: E39PBJtxkVHP7pXjGq6bTXc3wC